# Brasão de armas de Malta
O Brasão de Armas de Malta é o símbolo do país de Malta.
O presente brasão de armas é descrito pela Emblem and Public Seal of Malta Act de 1988 como um escudo que mostra uma representação heráldica da Bandeira de Malta; acima do escudo uma coroa mural em ouro com um ímpeto porto e oito torreões (embora apenas cinco são visíveis), representando as fortificações de Malta e denotando uma Cidade-Estado; e em torno do escudo uma coroa de flores de dois ramos: à destra de oliveira e à sestra de palma, símbolos da paz e tradicionalmente associado com Malta, em todas as suas cores adequadas, amarrado na base com uma fita branca e vermelha, e apoiada sobre as quais a seguinte inscrição: REPUBBLIKA TA' MALTA ( "República de Malta" em maltês), em letras maiúsculas, em preto. Também aparece na bandeira do presidente de Malta.

## Brasão de armas entre 1975 e 1988

Emblema entre 1975 e 1988

Este brasão de armas foi adoptado em 11 de Julho de 1975, um ano após Malta se tornar numa república. Ele mostra uma cena costeira com o Sol Nascente, um tradicional barco maltês (o 'Luzzu'), uma pá e um forcado, e um Opuntia. Abaixo da imagem, em seguida, o novo nome do Estado REPUBBLIKA TA' MALTA (República de Malta), foi inscrito.
Este brasão de armas pôde ser visto num número de moedas que circularam até 1 de Janeiro de 2008, quando Malta vai ado(p)tar o euro.

## Brasão de armas entre 1964 e 1975

Brasão de armas entre 1964 e 1975

Este brasão de armas mostra dois golfinhos que apoiam uma blazon do pavilhão maltês, com uma palma sucursal e os outros com uma galhos de azeitona representando Vitória e Paz, respectivamente. Acima é uma coroa moldada como uma fortaleza com oito torreões encimando um capacete, com fitas vermelhas e brancas.  Abaixo estão ondas azuis representando o país rodeado pelo Mar Mediterrâneo, a Cruz matesa em oito representa a conexão com a Ordem de St. John, e o lema Virtute et Constantia (virtude e firmeza) sobre uma fita. Hoje em dia, este lema é utilizado pela Ordem Nacional do Mérito.